# Mạnh Lệ Quân (phim)
Mạnh Lệ Quân là tên gọi Việt hóa của bộ phim truyền hình 再生緣 (Eternal Happiness - Tái Sinh Duyên), dựa theo tiểu thuyết thời nhà Thanh Tái Sinh Duyên do đài TVB, Hồng Kông sản xuất năm 2002.

## Nội dung phim
Nội dung phim kể về cô gái Mạnh Lệ Quân, con gái của đại phu Mạnh Sĩ Nguyên ở trấn Thúy Trúc. Mạnh Lệ Quân rất thông minh, tuy là con gái nhưng kinh thi, bách gia chư tử đều thuộc, tinh thông y thuật, cầm, kì, thi, hoạ. Nàng không thích chuyện thêu thùa mà chỉ thích cải nam trang ra ngoài chơi. Tình cờ, nàng kết giao bằng hữu với Thiết Mộc Nhĩ và Hoàng Phủ Thiếu Hoa. Thiết Mộc Nhĩ vốn là đại hãn tương lai của nhà Nguyên. Trong lần đi xuống Giang Nam để tìm thuốc cho cha, anh đã gặp gỡ và yêu thương Mạnh Lệ Quân. Còn Hoàng Phủ Thiếu Hoa là một anh chàng ngốc nhưng rất giỏi võ nghệ cũng là người có đính ước với Mạnh Lệ Quân từ khi còn nhỏ.
Do sự hiểu nhầm, Mạnh Lệ Quân đã lầm tưởng người cô yêu là Thiết Mộc Nhĩ. Cùng lúc đó, cha mẹ Mạnh Lệ Quân và Hoàng Phủ Thiếu Hoa lại chuẩn bị tác hợp cho hai người thực hiện lời giao ước trước đây. Trong vùng có tên ác bá là Lưu Khuê Bích nghe đồn về Mạnh Lệ Quân cậy thế cha là thừa tướng đương triều đã đem sính lễ đến đòi cưới nàng. Mạnh Sĩ Nguyên rất khó xử đành mở cuộc thi bắn cung kén rể. Cuối cùng Hoàng Phủ Thiếu Hoa thắng cuộc. Lưu Khuê Bích uất ức bày mưu hại Thiếu Hoa nhưng may mắn chàng được Lưu Yến Ngọc, em gái cùng cha khác mẹ của Lương Khuê Bích cứu. Từ đó Lưu Yến Ngọc đem lòng yêu Thiếu Hoa.
Về phần Mạnh Lệ Quân, nàng không đồng ý với cuộc hôn nhân do cha mẹ sắp xếp nên đã bỏ lên kinh thành tìm Thiết Mộc Nhĩ. Lưu Khuê Bích đã vu oan cho cha của Hoàng Phủ Thiếu Hoa nhằm đạt được mục đích lấy được vợ đẹp. Cuối cùng nhà họ Mạnh đành phải gả nàng Tô Ánh Tuyết thay thế. Trong ngày tân hôn Ánh Tuyết đã nhảy sông tự tử và trôi dạt vào thuyền của một vương gia, họ đã nhận nàng là con nuôi. Thiết Mộc Nhĩ nghe danh Mạnh Sĩ Nguyên nên đã mời ông về cung làm thái y, khiến cho Lệ Quân và Thiếu Hoa tưởng họ bị tội. Lưu Yến Ngọc bị anh gả cho người bán thịt lợn, cô đã trốn lên kinh thành để tìm cha. Hoàng Phủ Thiếu Hoa và Lệ Quân cũng tới kinh thành để cứu Mạnh Sĩ Nguyên. Ba người Mạnh Lệ Quân, Hoàng Phủ Thiếu Hoa và Lương Yến Ngọc cùng đi. Trên đường đi Mạnh Lệ Quân mới biết người mình thực sự yêu thương là Hoàng Phủ, đồng thời Thiếu Hoa cũng phát hiện Mạnh Lệ Quân là con gái và đã đem lòng yêu thương nàng.
Tại kinh thành, Thiết Mộc Nhĩ đã lên ngôi và lấy vợ nhưng lúc nào chàng cũng nhớ tới Lệ Quân. Để cứu cha Lệ Quân đã tham gia kì thi trạng nguyên và trở thành trạng nguyên nhà Nguyên do sự thiên vị dặc biệt của Thiết Mộc Nhĩ. Mạnh Lệ Quân đã đồng ý lấy con gái của vương gia cũng chính là Tô Ánh Tuyết. Hoàng Phủ Thiếu Hoa trở thành vị tướng quân. Lúc này cha con Lưu Khuê Bích bị Mạnh Lệ Quân tố cáo nên bị đày vào ngục chuẩn bị xử chém. Lưu Yến Ngọc cầu xin Thiếu Hoa giúp đỡ, chàng đành làm lễ kết hôn với Lưu Yến Ngọc. Điều này làm Lệ Quân buồn bã quyết chí cùng gia đình trở về quê cũ. Đúng lúc này vương gia làm phản đã bắt Lệ Quân. Cuối cùng thân phận nữ của nàng bại lộ, Thiết Mộc Nhĩ viện cớ này ép nàng làm cung phi. Nhờ có thái hậu giúp đỡ Lệ Quân trở về với gia đình. Lúc này Yến Ngọc đã ra đi. Lệ Quân cùng Thiếu Hoa kết làm vợ chồng chu du thiên hạ.

## Diễn viên chính
- Diệp Tuyền: Mạnh Lệ Quân
- Lâm Phong: Hoàng Phủ Thiếu Hoa
- Mã Đức Chung: Thiết Mộc Nhĩ
- Dương Di: Tô Ánh Tuyết
- Hồ Hạnh Nhi: Lưu Yến Ngọc
- Lưu Ngọc Thúy: - Vinh Lan
- Huỳnh Vũ Thi: - Vệ Dũng Nga
- Mạc Gia Nghiêu: - Mạnh Tử Nho
- Vi Gia Hùng: - A Tang Ca
- La Lạc Lâm: - Lưu Tiệp
- Lý Quốc Lân: - Văn Cận Đông
- Lý Cương: - Chân Kim
- Giang Hán - Hốt Tất Liệt
- Liêu Khải Trí: - Hốt Ca Xích
- Tần Hoàng: - Lệ Nhược Sơn
- Hàn Mã Lợi: - Cách Mễ Tư
- La Lan: - Thái hoàng Thái hậu
- Huỳnh Kỷ Doanh: - Khoát Chân
- Trương Tùng Chi: - Lưu Khuê Bích
- Lư Hải Bằng: - Mạnh Sĩ Nguyên
- Mã Quốc Minh: - Lệ Minh Đường